# Clyde Snow
Pour les articles homonymes, voir Snow.
Clyde Snow né le 7 janvier 1928 à Fort Worth au Texas et mort le 16 mai 2014 à Norman en Oklahoma, est un anthropologue légiste américain réputé. Il a été un membre de la Commission des droits de l'homme des Nations unies.
Parmi les cas qu’il a traité figurent John F. Kennedy, le Général Custer, les victimes de l’attentat d’Oklahoma City (1995), le Dr Josef Mengele et le jeune pharaon Toutânkhamon. Il a notamment aidé à former l'équipe argentine d'anthropologie légiste, qui cherche les restes des desaparecidos. Clyde Snow s'inscrit dans une lignée d'identificateurs des restes humains en situation de conflit dont Clara Barton, qui travailla sur les victimes de la guerre de Sécession, est l'une des figures les plus anciennes connues.

## Jeunesse et formation
Sa première rencontre avec des ossements remonte à l’âge de douze ans. En randonnée de chasse avec son père, médecin, il trouvèrent des os que le père identifia comme ceux d’une mule et d’un homme disparu depuis quelques années. La justesse de l'analyse fut confirmée quand la clef trouvée avec les ossements ouvrit la porte de la maison vide depuis ces années.
Sa formation académique est un parcours fantaisiste en zigzag car il ne trouvait pas sa voie et était très turbulent.
Il est passé à l’Institut militaire du Nouveau-Mexique, à l’université méthodiste méridionale, l’université orientale du Nouveau-Mexique (1951) et à l’université technique du Nouveau-Mexique où il obtint son diplôme de master en zoologie. C’est à l’université de l'Arizona qu’il obtint son doctorat en anthropologie.

## Responsabilités à l'Institut aéromédical civil de la FAA
Alors qu’il préparait son doctorat il accepta un travail d’Anthropologue physique à l’Institut aéromédical civil de la Federal Aviation Administration (FAA). En 1968 il est devenu le directeur de ce laboratoire. Son travail ne se limitait pas à l’ergonomie. Quand des avions s’écrasaient il étudiait comment les passagers étaient décédés.
Dans une étude de trois accidents aérien il conclut que les victimes n’étaient pas décédées à la suite de l’impact mais en essayant d’atteindre les sorties pour éviter l’incendie. Il mit en valeur que les hommes adultes de moins de 55 ans avaient deux fois plus de chances de survivre que les femmes et les personnes âgées. Les enfants n’ayant qu’une chance sur dix.
En 1979 afin d’étudier les restes des 273 victimes de l’accident à Chicago O'Hare du vol American Airlines 171 il innova en utilisant une base de données informatisée pour ficher les 10 000 lambeaux corporels que des spécialistes variés avaient analysés. Il finit par identifier 244 des 273 victimes.
Sa réputation d’expert dans l’identification corporelle prit de l’extension. L’anthropologie légiste était toute nouvelle. Il contribua à la développer en se documentant de façon rigoureuse lors de ses recherches tant dans l’étude de cas que par le recours aux dernières publications. Snow a dit que « la curiosité disciplinée » est le secret de son métier.

## Travaux en Argentine avec les militants des droits de l'homme
En 1984 il accepta de se rendre en Argentine et d’y analyser les restes des victimes de la dictature militaire (1976-1983), enthousiaste à l'idée utiliser sa discipline pour aider les associations de défense des droits de l'homme. Il pressentit aussi que cela apporterait un soulagement aux proches et permettrait des funérailles appropriées à ces corps, beaucoup d'entre eux ayant été des desaparecidos privés de sépultures. Les résultats de ses recherches permirent aux tribunaux de condamner des généraux responsables des faits illicites.
Il se mit au travail dans des conditions très difficiles car les premières excavations avaient remué les charniers. Il fit appel a des volontaires locaux qu’il forma et soutint moralement. Ainsi débutèrent l'Équipe argentine d’anthropologie légiste (Equipo Argentino de Antropología Forense, EAAF).

## Travaux en Bolivie, en ex-Yougoslavie et ailleurs
En 1991 il se rendit dans la région de San Vicente en Bolivie pour rechercher les restes de Butch Cassidy  et de Sundance Kid, deux brigands célèbres. La localisation précise de leurs tombes était inconnue du moins à quelques mètres près. Il trouva la tombe d’un mineur allemand nommé Gustav Zimmer tandis qu’aucun reste ne fut trouvé qui correspondait à l’ADN des familles Parker et Longabaugh.
En 1997 Clyde Snow travailla dans les charniers d’ex-Yougoslavie. En 2006 il témoigne au procès de Saddam Hussein qui met ponctuellement en cause ses compétences, bien que ses avocats avaient accepté son rapport.

## À partir de 2005
À partir de 2005 il vit dans la région d’Oklahoma City. Il y enseigne à l’université et donne occasionnellement des conférences dans le domaine de l’anthropologie légale. Il a formé des experts dans plus de vingt pays. Parmi  ses élèves on retrouve l’anthropologue Bill Haglund.
Clyde Snow a régulièrement été choqué par les atrocités commises par certains humains. Dans une interview à propos des sévices infligés par les tortionnaires argentins il a dit "Être mort n'est pas un problème, mourir en est un" « Nous voyons ces choses horribles et nous développons une grande empathie pas seulement à l’égard des victimes mais aussi envers les survivants. Nous devons aussi contrôler cela. Cela ne peut affecter notre objectivité scientifique. Nous ne pouvons laisser ces choses influencer ce que nous voyons. » . Il meurt le 16 mai 2014 à Norman en Oklahoma.